# Anell no commutatiu
En matemàtiques, un anell no commutatiu és un anell la multiplicació del qual no és commutativa; és a dir, existeixen a i b a l'anell de manera que ab i ba són diferents. De manera equivalent, un anell no commutatiu és un anell que no és un anell commutatiu.
L'àlgebra no commutativa és la part de la teoria dels anells dedicada a l'estudi de les propietats dels anells no commutatius, incloses les propietats que s'apliquen també als anells commutatius.
De vegades s'utilitza el terme anell no commutatiu en comptes d'anell per referir-se a un anell no especificat que no és necessàriament commutatiu i, per tant, pot ser commutatiu. En general, això és per emfatitzar que les propietats estudiades no es restringeixen als anells commutatius, ja que, en molts contextos, l'anell s'utilitza com a abreviatura d' anell commutatiu.
Tot i que alguns autors no assumeixen que els anells tinguin una identitat multiplicativa, en aquest article fem aquesta suposició tret que s'indiqui el contrari.

## Exemples
Alguns exemples d'anells no commutatius:
- L'anell matricial de matrius n per n sobre els nombres reals, on n > 1
- Quaternions d'Hamilton
- Qualsevol anell de grup construït a partir d'un grup que no és abelià

Alguns exemples d'anells que normalment no són commutatius (però poden ser commutatius en casos simples):
- L'anell lliure {\displaystyle \mathbb {Z} \langle x_{1},\ldots ,x_{n}\rangle } generat per un conjunt finit, un exemple de dos elements no iguals {\displaystyle 2x_{1}x_{2}+x_{2}x_{1}\neq 3x_{1}x_{2}}
- L'àlgebra de Weyl {\displaystyle A_{n}(\mathbb {C} )} , sent l'anell d'operadors diferencials polinomials definits sobre espai afí; per exemple, {\displaystyle A_{1}(\mathbb {C} )\cong \mathbb {C} \langle x,y\rangle /(xy-yx-1)}, on l'ideal correspon al commutador
- L'anell quocient {\displaystyle \mathbb {C} \langle x_{1},\ldots ,x_{n}\rangle /(x_{i}x_{j}-q_{ij}x_{j}x_{i})} , anomenat pla quàntic, on {\displaystyle q_{ij}\in \mathbb {C} }
- Qualsevol àlgebra de Clifford es pot descriure explícitament utilitzant una presentació d'àlgebra: donat un espai vectorial {\displaystyle \mathbb {F} } de dimensió n amb forma quadràtica {\displaystyle q:V\otimes V\to \mathbb {F} }, l'àlgebra de Clifford associada té la presentació {\displaystyle \mathbb {F} \langle e_{1},\ldots ,e_{n}\rangle /(e_{i}e_{j}+e_{j}e_{i}-q(e_{i},e_{j}))} per qualsevol base {\displaystyle e_{1},\ldots ,e_{n}} de {\displaystyle V},
- Les superàlgebres són un altre exemple d'anells no commutatius; es poden presentar com a {\displaystyle \mathbb {C} [x_{1},\ldots ,x_{n}]\langle \theta _{1},\ldots ,\theta _{m}\rangle /(\theta _{i}\theta _{j}+\theta _{j}\theta _{i})}
- Hi ha anells finits no commutatius: per exemple, les n -per- n matrius sobre un camp finit, per a n > 1. L'anell no commutatiu més petit és l'anell de les matrius triangulars superiors sobre el camp amb dos elements; té vuit elements i tots els anells no commutatius amb vuit elements són isomorfs a ell o al seu contrari.

## Història
Començant amb els anells de divisió que sorgeixen de la geometria, l'estudi dels anells no commutatius s'ha convertit en una àrea important de l'àlgebra moderna. La teoria i l'exposició dels anells no commutatius va ser ampliada i refinada als segles xix i xx per nombrosos autors. Una llista incompleta d'aquests col·laboradors inclou E. Artin, Richard Brauer, PM Cohn, WR Hamilton, IN Herstein, N. Jacobson, K. Morita, E. Noether, Ø. Ore, J. Wedderburn i altres.